# Campionato sudamericano per club 2014 (pallavolo maschile)
Il campionato sudamericano per club di pallavolo maschile 2014 è stato la 6ª edizione del massimo torneo pallavolistico sudamericano per squadre di club e si è svolto dal 19 al 23 febbraio 2014 a Belo Horizonte, in Brasile. Al torneo hanno partecipato 8 squadre di club sudamericane e la vittoria finale è andata per la seconda volta all'Associação Social e Esportiva Sada.

## Regolamento
Il torneo si è svolto con una prima fase dove le squadre sono state divise in due gironi, giocato con la formula del round-robin; al termine della prima fase le prime due classificate di ogni gironi hanno acceduto alle semifinali per il primo posto, le terze classificate hanno acceduto alla finale per il quinto posto, le quarte classificate hanno acceduto alla finale per il settimo posto.

## Squadre partecipanti
| Gironi   | Squadra      | Nazione   |
| -------- | ------------ | --------- |
| Girone A | Boca Juniors | Argentina |
| Girone A | Club LNSV    | Perù      |
| Girone A | UPCN         | Argentina |
| Girone A | Uni La Salle | Bolivia   |
| Girone B | Club ADO     | Cile      |
| Girone B | Minas        | Brasile   |
| Girone B | Sada         | Brasile   |
| Girone B | Uruguay      | Uruguay   |

## Torneo

### Fase a gironi

#### Girone A

##### Risultati
| Data     | Incontri d'andata | Incontri d'andata | Incontri d'andata | 1° Set | 2° Set | 3° Set | 4° Set | 5° Set |
| -------- | ----------------- | ----------------- | ----------------- | ------ | ------ | ------ | ------ | ------ |
| 19-02-14 | Boca Juniors      | 3 - 0             | Club LNSV         | 25–20  | 25–17  | 25–18  |        |        |
| 19-02-14 | UPCN              | 3 - 0             | Uni La Salle      | 25–10  | 25–9   | 25–11  |        |        |
| 20-02-14 | Boca Juniors      | 3 - 0             | Uni La Salle      | 25–11  | 25–13  | 25–16  |        |        |
| 20-02-14 | UPCN              | 3 - 0             | Club LNSV         | 25–14  | 25–9   | 25–22  |        |        |
| 21-02-14 | Club LNSV         | 3 - 1             | Uni La Salle      | 25–19  | 25–27  | 25–21  | 25–16  |        |
| 21-02-14 | Boca Juniors      | 2 - 3             | UPCN              | 25–22  | 18–25  | 25–23  | 25–27  | 11–15  |

##### Classifica
| Pos | Nazione      | Punti | Partite | Partite | Partite | Set   | Set   | Ratio | Punti | Punti  | Ratio |
| Pos | Nazione      | Punti | Giocate | Vinte   | Perse   | Vinti | Persi | Ratio | Fatti | Subiti | Ratio |
| --- | ------------ | ----- | ------- | ------- | ------- | ----- | ----- | ----- | ----- | ------ | ----- |
| 1   | UPCN         | 8     | 3       | 3       | 0       | 9     | 2     | 4.500 | 262   | 179    | 1.464 |
| 2   | Boca Juniors | 7     | 3       | 2       | 1       | 8     | 3     | 2.667 | 254   | 207    | 1.227 |
| 3   | Club LNSV    | 3     | 3       | 1       | 2       | 3     | 7     | 0.429 | 200   | 233    | 0.858 |
| 3   | Uni La Salle | 0     | 3       | 0       | 3       | 1     | 9     | 0.111 | 153   | 250    | 0.612 |

#### Girone B

##### Risultati
| Data     | Incontri d'andata | Incontri d'andata | Incontri d'andata | 1° Set | 2° Set | 3° Set | 4° Set | 5° Set |
| -------- | ----------------- | ----------------- | ----------------- | ------ | ------ | ------ | ------ | ------ |
| 19-02-14 | Sada              | 3 - 0             | Uruguay           | 25–12  | 25–12  | 25–8   |        |        |
| 19-02-14 | Minas             | 3 - 0             | Club ADO          | 25–18  | 25–15  | 25–15  |        |        |
| 20-02-14 | Sada              | 3 - 0             | Club ADO          | 25–12  | 25–18  | 25–10  |        |        |
| 20-02-14 | Minas             | 3 - 0             | Uruguay           | 25–16  | 25–12  | 25–10  |        |        |
| 21-02-14 | Uruguay           | 0 - 3             | Club ADO          | 15–25  | 13–25  | 19–25  |        |        |
| 21-02-14 | Minas             | 1 - 3             | Sada              | 25–22  | 17–25  | 19–25  | 24–26  |        |

##### Classifica
| Pos | Nazione  | Punti | Partite | Partite | Partite | Set   | Set   | Ratio | Punti | Punti  | Ratio |
| Pos | Nazione  | Punti | Giocate | Vinte   | Perse   | Vinti | Persi | Ratio | Fatti | Subiti | Ratio |
| --- | -------- | ----- | ------- | ------- | ------- | ----- | ----- | ----- | ----- | ------ | ----- |
| 1   | Sada     | 6     | 3       | 3       | 0       | 9     | 1     | 9.000 | 248   | 157    | 1.580 |
| 2   | Minas    | 5     | 3       | 2       | 1       | 7     | 3     | 2.333 | 235   | 184    | 1.277 |
| 3   | Club ADO | 4     | 3       | 1       | 2       | 3     | 6     | 0.500 | 163   | 197    | 0.827 |
| 4   | Uruguay  | 3     | 3       | 0       | 3       | 0     | 9     | 0.000 | 117   | 225    | 0.520 |

### Fase finale
|  | Semifinali   | Semifinali   | Semifinali |      |      | Finale             | Finale             | Finale             |  |
|  |              |              |            |      |      |                    |                    |                    |  |
|  | Sada         | Sada         | 3          |      |      |                    |                    |                    |  |
|  | Sada         | Sada         | 3          |      |      |                    |                    |                    |  |
|  | Boca Juniors | Boca Juniors | 0          |      |      |                    |                    |                    |  |
|  | Boca Juniors | Boca Juniors | 0          |      | Sada | Sada               | 3                  |                    |  |
|  |              |              |            |      | Sada | Sada               | 3                  |                    |  |
|  |              |              | UPCN       | UPCN | 2    |                    |                    |                    |  |
|  | UPCN         | UPCN         | UPCN       | UPCN | 2    | 3                  |                    |                    |  |
|  | UPCN         | UPCN         |            |      |      | 3                  |                    |                    |  |
|  | Minas        | Minas        | 2          |      |      | Finale 3º/4º posto | Finale 3º/4º posto | Finale 3º/4º posto |  |
|  | Minas        | Minas        | 2          |      |      |                    |                    |                    |  |
|  |              |              |            |      |      |                    |                    |                    |  |
|  |              |              |            |      |      | Minas              | Minas              | 3                  |  |
|  |              |              |            |      |      | Minas              | Minas              | 3                  |  |
|  |              |              |            |      |      | Boca Juniors       | Boca Juniors       | 0                  |  |

#### Semifinali
| Data     | Incontri d'andata | Incontri d'andata | Incontri d'andata | 1° Set | 2° Set | 3° Set | 4° Set | 5° Set |
| -------- | ----------------- | ----------------- | ----------------- | ------ | ------ | ------ | ------ | ------ |
| 22-02-14 | Sada              | 3 - 0             | Boca Juniors      | 25–16  | 25–16  | 25–19  |        |        |
| 22-02-14 | UPCN              | 3 - 2             | Minas             | 22–25  | 25–21  | 32–30  | 21–25  | 15–12  |

#### Finale 7º posto
| Data     | Incontri d'andata | Incontri d'andata | Incontri d'andata | 1° Set | 2° Set | 3° Set | 4° Set | 5° Set |
| -------- | ----------------- | ----------------- | ----------------- | ------ | ------ | ------ | ------ | ------ |
| 22-02-14 | Uni La Salle      | 1 - 3             | Uruguay           | 22–25  | 25–22  | 18–25  | 23–25  |        |

#### Finale 5º posto
| Data     | Incontri d'andata | Incontri d'andata | Incontri d'andata | 1° Set | 2° Set | 3° Set | 4° Set | 5° Set |
| -------- | ----------------- | ----------------- | ----------------- | ------ | ------ | ------ | ------ | ------ |
| 22-02-14 | Club LNSV         | 0 - 3             | Club ADO          | 25–27  | 22–25  | 15–25  |        |        |

#### Finale 3º posto
| Data     | Incontri d'andata | Incontri d'andata | Incontri d'andata | 1° Set | 2° Set | 3° Set | 4° Set | 5° Set |
| -------- | ----------------- | ----------------- | ----------------- | ------ | ------ | ------ | ------ | ------ |
| 23-02-14 | Minas             | 3 - 0             | Boca Juniors      | 25–17  | 25–23  | 25–16  |        |        |

#### Finale
| Data     | Incontri d'andata | Incontri d'andata | Incontri d'andata | 1° Set | 2° Set | 3° Set | 4° Set | 5° Set |
| -------- | ----------------- | ----------------- | ----------------- | ------ | ------ | ------ | ------ | ------ |
| 23-02-14 | UPCN              | 2 - 3             | Sada              | 25–23  | 25–23  | 20–25  | 19–25  | 16–18  |

## Classifica finale
| Pos | Squadra      | Verdetto                           |
| --- | ------------ | ---------------------------------- |
|     | Sada         | Alla Coppa del Mondo per club 2014 |
|     | UPCN         | Alla Coppa del Mondo per club 2014 |
|     | Minas        |                                    |
| 4   | Boca Juniors |                                    |
| 5   | Club ADO     |                                    |
| 6   | Club LNSV    |                                    |
| 7   | Uruguay      |                                    |
| 8   | Uni La Salle |                                    |

## Premi individuali
| Premio                | Giocatore           | Squadra |
| --------------------- | ------------------- | ------- |
| MVP                   | Wallace de Souza    | Sada    |
| Miglior palleggiatore | Demián González     | UPCN    |
| Miglior opposto       | Wallace de Souza    | Sada    |
| Miglior schiacciatore | Yoandy Leal         | Sada    |
| Miglior schiacciatore | Raphael de Oliveira | Minas   |
| Miglior centrale      | Isac Santos         | Sada    |
| Miglior centrale      | Martín Ramos        | UPCN    |
| Miglior libero        | Sebastián Garrocq   | UPCN    |